# Square des Victimes-de-la-Gestapo
Le Square des Victimes de la Gestapo est situé à Reims.

## Situation et accès
Le square est situé 18 rue Jeanne d’Arc à Reims.

## Histoire et description
Le square des Victimes-de-la-Gestapo est un lieu de commémoration de la libération de Reims, le 30 août 1944. D'une superficie de 1 000 m2, il est inauguré le 30 août 1987, sur l’emplacement de l’ancienne maison utilisée par la Gestapo pendant l'occupation nazie. Elle fut démolie en 1986 mais un pan de mur a été conservé.
Le jardin comprend des plantations variées. Outre ses diverses espèces végétales, le parc comporte un bassin avec jets d'eau en son centre. Une sculpture de Patrice Alexandre « Le Champ d’Émotion », qui rappelle la Croix de Lorraine, symbole de la Résistance, est située à l'entrée du square. Un des murs est recouvert de plaques commémoratives nominatives initialement apposées en 1947 à l’initiative de la Ville de Reims sur les façades des maisons de victimes de la répression nazie. Ces plaques proviennent de maisons dont les travaux de ravalement, d'extension ou de démolition menaçaient la préservation. Une plaque commémorative a été apposée en hommage aux martyrs de la Résistance.

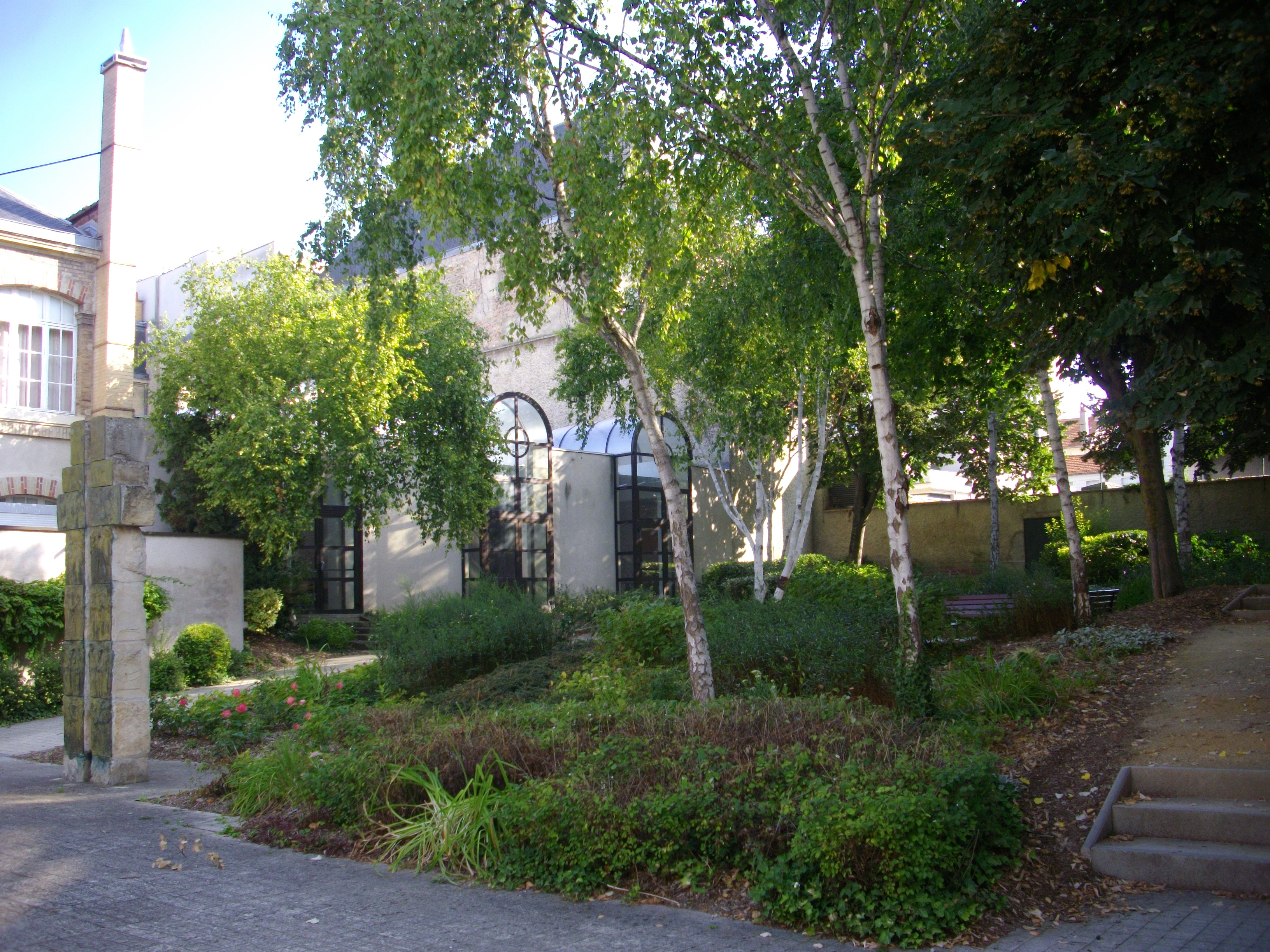
Square des Victimes de la Gestapo.
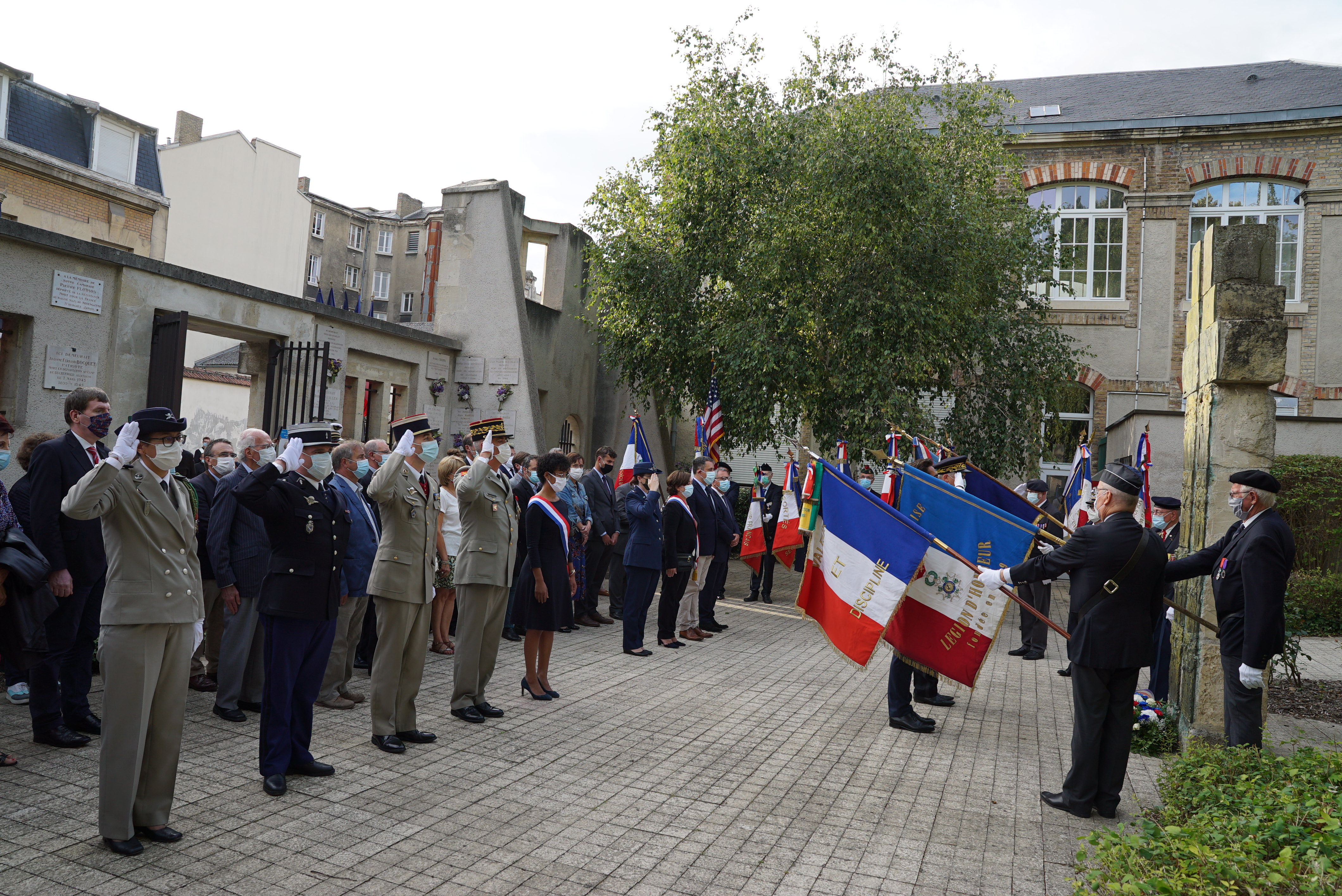
Cérémonie de commémoration de la libération de Reims, en 2020.
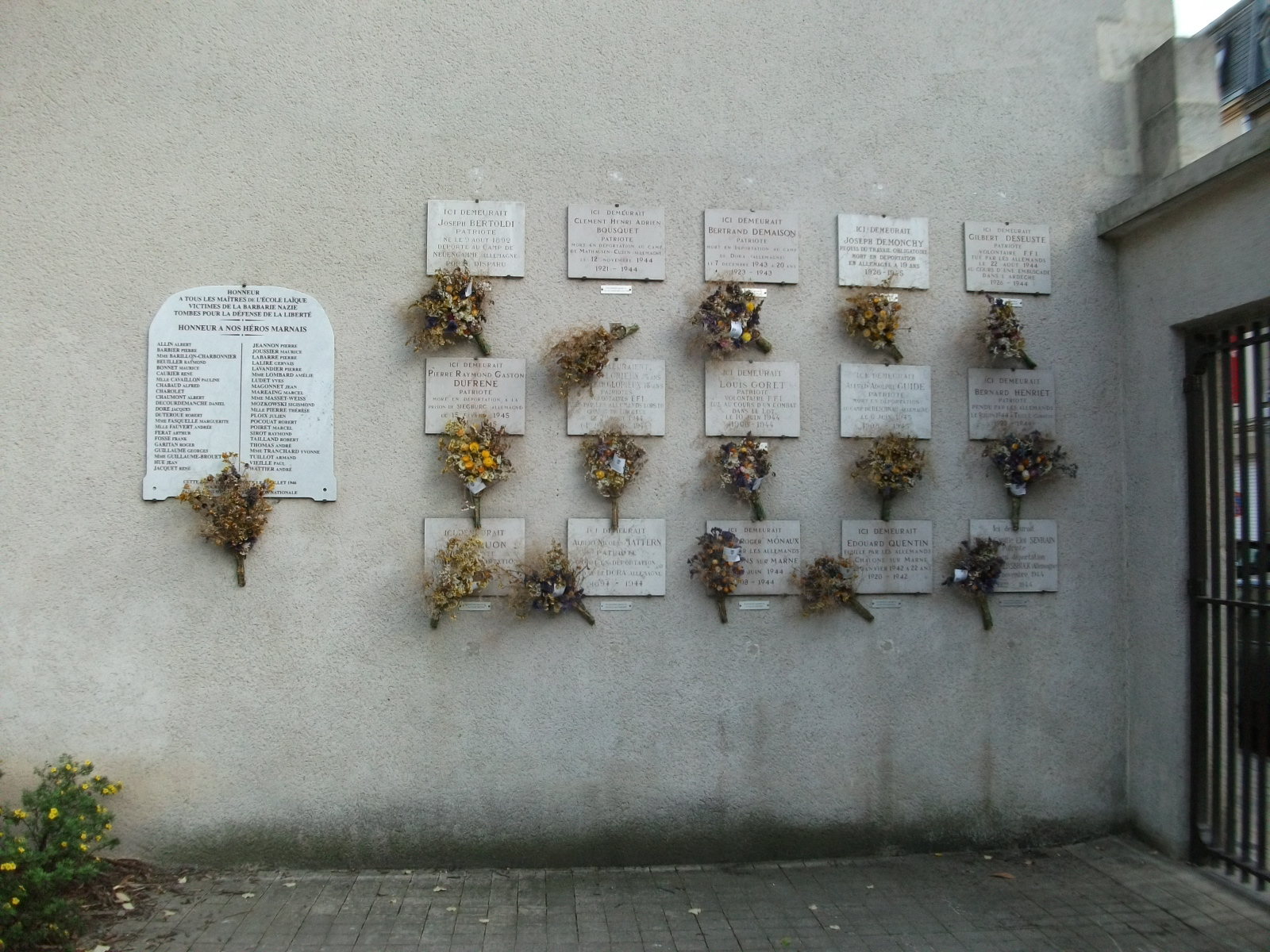
Le mur des plaques en hommage aux victimes.